# Great Wall Motor
Great Wall Motor (често само GWM) е голяма китайска частна автомобилостроителна компания. Към 2021 г. тя е осмият по големина производител на автомобили в Китай с 1,281 милиона продажби.
От 1998 г. Great Wall заема първо място по обем на продажбите на пикапи в Китай.
В списъка на Forbes Global 2000 за най-големите публични компании в света за 2022 г. GWM заема 765-о място. Собственик на групата е китайският милиардер Вей Дзяндзюн (Wei Jianjun); той притежава 55,78% от акциите на Great Wall Motor.

## История
Историята на компанията започва през 1976 г. като кооперация за ремонт на селскостопанска техника, която е създадена от Вей Делиан; наречена е Great Wall Repair Factory (Ремонтен завод „Великата стена“). Oт 1984 г. кооперацията започва да произвежда в малки количества армейския SUV Beijing BJ 212. През 1989 г. Вей Делиан загива при автомобилна катастрофа, неговият племенник Вей Джиенджонг кандидатства за ръководство на кооперацията, което е одобрено през 1990 г., тъй като кооперацията е нерентабилна. Вей Джиенджонг решава да промени профила на предприятието към производство на леки автомобили и още през 1993 г. започва производството на няколко модела, разработени по образец на японски Nissan и Toyota. Сглобени са около сто от тези автомобили, но през 1994 г. в Китай е приет закон, който позволява само на ограничен брой компании да произвеждат автомобили, като Great Wall не е сред тях. Предприятието започва да произвежда пикапи, които не са предмет на закона; първият модел Great Wall Deer е разработени по образец на Toyota Hilux и е много търсен, защото струва наполовина от китайските държавни пикапи. През 1998 г. кооперацията е реорганизирана в Great Wall Motor Group, като по това време е най-големият производител на пикапи в Китай. През 2002 г. законовите ограничения са облекчени и компанията започва да произвежда SUV автомобили. През декември 2003 г. акциите на Great Wall Motor са листвани на Хонконгската фондова борса, като приходите са използвани за разширяване на завода в Баодин и създаване на собствен дизайнерски офис..
През 2005 г. започва производството на SUV Great Wall Hover, първият модел за износ, търсен в някои страни в Азия, Русия и Южна Америка. До края на десетилетието компанията започва да произвежда леки автомобили, които също се моделират на популярни модели от други производители, което води до няколко съдебни дела за нарушаване на авторски права срещу Great Wall Motor, по-специално Peri е забранен за продажба в Италия поради прекомерната си прилика с Fiat Panda.
През септември 2011 г. акциите на компанията са регистрирани на Шанхайската фондова борса. През същата година започва производството на кросоувъра Haval H6, който, за разлика от повечето други модели на компанията, не е копиран; той се радва на голям успех както в Китай, така и в други страни, повече от 3 милиона броя са произведени за десет години. От март 2013 г. Haval се превръща в независима марка, под която се произвежда широка гама от кросоувъри и SUV. През 2017 г. стартира друга марка, WEY, под която се произвеждат по-скъпи SUV модели.
Продуктите на компанията не са екологични и затягането на регулациите за отработените газове в Китай в средата на 2010 г. е значителен проблем за Great Wall Motor. За да го реши, през 2017 г. е закупен дял в производителя на нискоскоростни електрически превозни средства Hebei Yujie Vehicle Industry (марка Yogomo) и започва изграждането на съвместно предприятие с него в град Уси, наречено Linktour. В него започва производството на електрическия кросоувър K-One, който обаче не предизвиква никакъв интерес, още през 2019 г. моделът е спрян, заводът в Уси е затворен, а срещу Linktour започва процедура по несъстоятелност. През 2018 г. стартира друга марка електрически превозни средства, ORA, която успява да постигне голям успех.

## Дейност
Продажбите през 2021 г. възлизат на 1,28 млн. автомобила, от тях 140 хил. са експортирани. Приходите за 2021 г. са 136,4 милиарда юана, от които 120,2 милиарда идват от Китай, 5,0 милиарда от Русия, 2,6 милиарда от Южна Африка, 2,3 милиарда от Австралия, 1,2 милиарда от в Саудитска Арабия, 1,0 милиарда в Чили, 4,0 милиарда в други страни.
Компанията произвежда автомобили под пет марки: Haval, WEY, ORA, TANK и Great Wall Pickup. Водещите типове превозни средства по обем на продажбите през 2021 г. са:
- Автомобили с повишена проходимост – 907 хил.
- Пикапи – 237 хил.
- Седани – 137 хил.

|                  | 2012  | 2013  | 2014  | 2015  | 2016  | 2017  | 2018  | 2019  | 2020  | 2021  |
| ---------------- | ----- | ----- | ----- | ----- | ----- | ----- | ----- | ----- | ----- | ----- |
| Оборот           | 43,16 | 56,78 | 62,60 | 76,03 | 98,62 | 101,2 | 99,23 | 96,21 | 103,3 | 136,4 |
| Чиста печалба    | 5,722 | 8,232 | 8,041 | 8,060 | 10,55 | 5,043 | 5,248 | 4,531 | 5,362 | 6,726 |
| Активи           | 42,57 | 52,60 | 61,35 | 71,91 | 92,31 | 110,5 | 111,8 | 113,1 | 154,0 | 175,4 |
| Собствен капитал | 21,51 | 28,00 | 33,45 | 38,33 | 47,29 | 49,13 | 52,52 | 54,40 | 57,34 | 62,12 |

## Производствени мощности
Основният автомобилен завод на Great Wall Motors се намира в град Баодин, той произвежда повече от половината от автомобилите на компанията (през 2021 г. – 705 хиляди от 1,305 милиона произведени). Има фабрики и в други градове на Китай: Чунцин (212 хиляди), Тиендзин (189 хиляди), Тайджоу (122 хиляди), Пингху (32 хиляди), Жъджао (5,5 хиляди). През 2019 г. в руския град Тула е пуснат в експлоатация автомобилен завод, номиналният му капацитет е 80 хиляди автомобила годишно, реалното производство през 2021 г. възлиза на 39,5 хиляди. През 2020 г. компанията придобива два завода на General Motors Corporation в Индия и Тайланд. През 2021 г. GWM купува завода на Daimler AG в Ирасемаполис (Бразилия).

### В България
Заедно с българската компания Литекс Моторс, Great Wall разполага с производствена база в с. Баховица, близо до град Ловеч, която стартира през февруари 2012 г. Към 2012 г. фабриката има капацитет да сглобява 2000 автомобила годишно от разглобени комплекти. Първоначално произвеждайки само Voleex C10, фабриката по-късно добавя производство на SUV и пикап, Hover 6 и Steed 5.
Към януари 2015 г. компанията има производствена мощност от около 5000 превозни средства годишно (моделите Hover H6 и Steed 5) и планира да достигне до 8000 превозни средства в рамките на една или две години. Към средата на 2016 г. компанията има общо 14 представителства в 12 български града, три от които в столицата София.
Литекс Моторс обаче изпитва сериозни финансови затруднения и е принудена на 27 февруари 2017 г. да подаде молба за обявяване в несъстоятелност пред Софийския съд.

## Модели

### Снети от производство
- 1996 – 2013 – Great Wall Deer
- 2001 – 2009 – Safe
- 2003 – 2010 – Sailor
- 2003 – 2010 – SoCool
- 2004 – 2012 – Pegasus
- 2005 – 2010 – Sing
- 2008 – 2010 – Cowry
- 2008 – 2010 – Peri
- 2008 – 2013 – Florid
- 2009 – 2010 – Peri SUV
- 2009 – 2013 – i7
- 2009 – 2015 – Coolbear
- 2010 – Great Wall Hover M2
- 2014 – 2021 – Haval H2

### Произвеждат се
Пикапи:
- 2006 – Great Wall Wingle
- 2011 – Great Wall Hover Wingle 5
- 2014 – Great Wall Hover Wingle 6
- 2015 – Great Wall Hover Wingle 5 Upgrade
- 2018 – Great Wall Wingle 7
- 2019 – Great Wall Pao

SUV:
- 2005 – Great Wall Hover
  - 2005 – Great Wall Hover H5E
  - 2011 – Great Wall Hover H6 (Haval H6)
  - 2012 – Great Wall Hover M4
- 2014 – Haval H9
- 2015 – Haval H7
- 2018 – Haval F5
- 2018 – Haval F7
- 2020 – Haval Jolion
- 2020 – Haval Dagou
- 2021 – Haval Chitu
- 2021 – Haval Shenshou

Леки автомобили:
- 2011 – Great Wall Voleex C50
- 2010 – Great Wall Voleex C30
- 2020 – ORA Haomao